# Казахско-французский коллоквиум по теории моделей
Казахско-французский коллоквиум по "Теории моделей" — научная конференция по теории моделей. Впервые он был организован французским логиком, лингвистом Брюно Пуаза и казахским логиком Т. Мустафиным в Казахстане.

## История
Научное сотрудничество Толенды Мустафина и Брюно Пуаза началось еще в советский период. Их первая встреча состоялась в Новосибирском Академгородке (1986 год).
В 1989 году Казахстан посетил профессор Бруно Пуаза по приглашению Толенди Мустафина (сначала в Алматы, затем в Караганде). Затем они договорились организовать советско-французский коллоквиум по «Теории моделей» в Карагандинском государственном университете в Казахстане в 1990. Этот коллоквиум стал крупнейшим научным форумом в данной области в Казахстане. С помощью коллоквиума исследователи в этой области получили возможность посетить зарубежные страны в области теории моделей.

В коллоквиуме приняли участие более 70 участников со всего мира. Из соседних стран большинство участников были из СССР, а издалека было несколько исследователей из Франции во главе с Брюно Пуаза. Было принято решение проводить коллоквиум один раз в два года. В 1992 году он проходил в Марселе, в 1994 году – в Алматы. Четвертый состоялся во Франции (Марсель) в 1997 году. После смерти Толенды Гарифулы в 1994 году эта работа была остановлена. При поддержке проф. Б.Пуаза, организовали Шестой казахско-французский коллоквиум в Казахстане в 2000 году. 

Титульный лист первого сборника коллоквиума

Б. Пуаза привел на коллоквиум своих учеников и последователей и способствовал общению среди молодежи. Шестой коллоквиум прошел в Казахстане (Астана) в 2005 году. Брюно Пуаза - заслуженный профессор Карагандинского государственного университета имени Е. А. Букетова и Евразийского национального университета им. Л.Н. Гумилева.

## Известные участники

Участники первого коллоквиума: Т. Мустафин, Ю.Л. Ершов, М. Циглер, Е. Палютин, К. Джетписов

Брюно Пуаза
Мустафин, Толенды Гарифович
 Палютин, Евгений Андреевич
 Ешкеев, Айбат Рафхатович
Байжанов, Бектур Сембиевич
Фрэнк О. Вагнер
Джон Т. Болдуин
Ершов, Юрий Леонидович
Ержан Байсалов
Кудайбергенов, Канат Жанзакович
Умирбаев, Уалбай Утмаханбетович
Олег Белеградек
Судоплатов, Сергей Владимирович
Кулпешов, Бейбут Шайыкович
Чарльз Стейнхорн
Вербовский, Виктор Валериевич
Грегори Черлин
Тусупов, Джамалбек Алиаскарович
Александр Боровик
Мартин Циглер
Зильбер, Борис Иосифович
Филипп Ротмалер
Л.А. Бокут
Хисамиев, Назиф Гарифуллинович
Джумадильдаев, Аскар Серкулович
Перетятькин, Михаил Георгиевич

## Список коллоквиумов
| Год  | Город             | Страна    | Коллоквиум                                                  |
| ---- | ----------------- | --------- | ----------------------------------------------------------- |
| 2025 | Астана            | Казахстан | Казахско-французский коллоквиум по теории моделей           |
| 2022 | Лион              | Франция   | Французско-казахский коллоквиум по теории моделей           |
| 2005 | Астана            | Казахстан | Казахско-французская конференция "Теория моделей и алгебра" |
| 2000 | Астана            | Казахстан | Туранско-французский коллоквиум по теории моделей           |
| 1997 | Марсель           | Франция   | Французско-туранский коллоквиум по теории моделей           |
| 1994 | Алматы            | Казахстан | Казахско-французский коллоквиум по теории моделей           |
| 1992 | Марсель           | Франция   | Французско-казахский коллоквиум по теории моделей           |
| 1990 | Алматы, Караганда | Казахстан | Советско-французский коллоквиум по "теории моделей"         |